# Cepões (Viseu)
Cepões é uma povoação portuguesa do Município de Viseu que foi sede da extinta Freguesia de Cepões, freguesia que tinha 27,50 km² de área e 1 284 habitantes (2011), e, por isso, uma densidade populacional de 46,7 hab/km².
Em 2013, no âmbito da Lei n.º 11-A/2013, a Freguesia de Cepões foi extinta e o seu território inserido na então criada União das Freguesias de Barreiros e Cepões de qual é sede.

## População
Com uma população maioritariamente idosa, ainda existem alguns jovens que vão dando vida a esta freguesia. 
| Número de habitantes | Número de habitantes | Número de habitantes | Número de habitantes | Número de habitantes | Número de habitantes | Número de habitantes | Número de habitantes | Número de habitantes | Número de habitantes | Número de habitantes | Número de habitantes | Número de habitantes | Número de habitantes | Número de habitantes |
| -------------------- | -------------------- | -------------------- | -------------------- | -------------------- | -------------------- | -------------------- | -------------------- | -------------------- | -------------------- | -------------------- | -------------------- | -------------------- | -------------------- | -------------------- |
| 1864                 | 1878                 | 1890                 | 1900                 | 1911                 | 1920                 | 1930                 | 1940                 | 1950                 | 1960                 | 1970                 | 1981                 | 1991                 | 2001                 | 2011                 |
| 1 563                | 1 578                | 1 575                | 1 569                | 1 618                | 1 657                | 1 702                | 1 987                | 2 131                | 2 131                | 1 925                | 1 682                | 1 466                | 1 368                | 1 284                |